# Bystre (Bieszczady járás)
Bystre (ukrán nyelven: Бистре) Lengyelország délkeleti részén, a Kárpátaljai vajdaságban, a Bieszczady járásban, Gmina Czarna község területén található település, közel a lengyel–ukrán határhoz. A község központjától, Czarnától 5 kilométernyire keletre fekszik, a járási központtól, Ustrzyki Dolnétől 17 kilométernyire délkeletre található és a vajdaság központjától, Rzeszówtól 96 kilométernyire található délkeleti irányban.

## Fordítás
Ez a szócikk részben vagy egészben  a   Bystre, Bieszczady County című angol Wikipédia-szócikk ezen változatának fordításán alapul.  Az eredeti cikk szerkesztőit annak laptörténete sorolja fel. Ez a jelzés csupán a megfogalmazás eredetét és a szerzői jogokat jelzi, nem szolgál a cikkben szereplő információk forrásmegjelöléseként.